# Габонь
Габонь (пол. Gaboń) — село в Польщі, у гміні Старий Сонч Новосондецького повіту Малопольського воєводства.
Населення — 2891 особа (2011).
У 1975-1998 роках село належало до Новосондецького воєводства.

## Демографія
Демографічна структура станом на 31 березня 2011 року:
|          | Загалом | Допрацездатний вік | Працездатний вік | Постпрацездатний вік |
| -------- | ------- | ------------------ | ---------------- | -------------------- |
| Чоловіки | 1471    | 381                | 944              | 146                  |
| Жінки    | 1420    | 361                | 777              | 282                  |
| Разом    | 2891    | 742                | 1721             | 428                  |